# 2025年世界水泳選手権ブータン選手団
2025年世界水泳選手権ブータン選手団は、2025年7月11日から8月3日までシンガポールで開催された第22回世界水泳選手権のブータン選手団、およびその競技結果。

## 選手団
- 人員: 選手 2人

## 選手名簿・結果
| 選手               | 種目              | 予選   | 予選 | 準決勝   | 準決勝   | 決勝     | 決勝     |
| 選手               | 種目              | 結果   | 順位 | 結果     | 順位     | 結果     | 順位     |
| ------------------ | ----------------- | ------ | ---- | -------- | -------- | -------- | -------- |
| サンガイ・テンジン | 男子50m自由形     | 26秒11 | 95位 | 予選敗退 | 予選敗退 | 予選敗退 | 予選敗退 |
| サンガイ・テンジン | 男子100m自由形    | 57秒43 | 96位 | 予選敗退 | 予選敗退 | 予選敗退 | 予選敗退 |
| キンレイ・レンダプ | 男子50mバタフライ | 28秒53 | 89位 | 予選敗退 | 予選敗退 | 予選敗退 | 予選敗退 |